# Adolphe Adam
Adolphe Charles Adam (n. 24 iulie 1803, Paris, Île-de-France, Franța – d. 3 mai 1856, Paris, Île-de-France, Franța) a fost un compozitor francez.

## Date biografice
Tatăl său, Louis, preda la Conservatorul din Paris. Adolphe a studiat cu el și cu Henry Lemoine, Benoist, Reicha, Boieldieu, fiind prieten cu Louis Hérold. În 1824 a primit o mențiune la concursul Prix de Rome, iar în anul următor a câștigat premiul concursului.

## Creații muzicale
A scris peste 50 de opere și 12 balete, din care cel mai cunoscut este baletul Giselle, sau Les Wilis (1841).

### Opere comice (selecție)
- Le Mal du pays ou la Bâtelière de Brientz, livretul Scribe, Mélesville și Duveyrier, Gymnase-Dramatique, 28 decembrie 1827
- Le postillon de Lonjumeau (în română  ar fi: Vizitiul poștalionului din Lonjumeau, localitate azi denumită Longjumeau), livretul Leuven și Brunswick, Opéra-Comique, 13 octombrie 1836
- Richard en Palestine,  livretul Foucher, Opéra de Paris, 7 octombrie 1844
- Le Toréador ou l'Accord parfait, livretul Sauvage, Opéra-Comique, 18 mai 1849
- Si j'étais roi, livretul Brésil și Ennery, Théâtre-Lyrique, 4 septembrie 1852
- Falstaff, livretul Leuven și Saint-Georges, Théâtre-Lyrique, 18 janvier 1856
- Mam'zelle Geneviève, livretul Beauplan și Brunswick, Théâtre-Lyrique, 24 martie 1856
- Les Pantins de Violette, livretul Battu și Halévy, Bouffes-Parisiens, 29 aprilie 1856

### Balet
- La Chatte blanche în colaborare cu Casimir Gide, Nouveautés, (26 iulie 1830)
- Faust, livretul Deshayes, King's Theatre (Londra), (16 februarie 1833)
- Fiica Dunării (La Fille du Danube), livretul Taglioni și Desmares, Opéra de Paris, (21 septembrie 1836)
- Mohicanii (Les Mohicans), livret de Guerra, Opéra de Paris, (5 iulie 1837)
- L'Écumeur des mers ou Morskoï Rasbonick, Saint-Pétersbourg, (21 februarie 1840)
- Giselle (Giselle, ou les Wilis), balet-pantomimă, livretul Gautier, Saint-Georges și Coralli, Opéra de Paris, (28 iunie 1841)
- La Jolie Fille de Gand, livretul Saint-Georges și Albert, Opéra de Paris, (22 iunie 1842)
- Le Diable à quatre, livretul Leuven și Mazillier, Opéra de Paris, (11 august 1845)
- The Marble Maiden («La Fille de marbre»), livretul Saint-Georges și Albert, Drury Lane (Londres), (27 septembrie 1845)
- Griseldis (Griseldis ou les Cinq Sens), livretul Dumanoir și Mazillier, Opéra de Paris, (16 februarie 1848)
- La Filleule des fées cu Saint-Jullien, livretul Saint-Georges și Perrot, Opéra de Paris, (8 octombrie 1849)
- Orfa, livretul Trianon și Mazillier, Opéra de Paris, (29 décembre 1852)
- Corsarul (Le Corsaire), livretul Saint-Georges și Mazillier, Opéra de Paris, (23 ianuarie 1856)

### Publicații
- Souvenirs d’un musicien (Paris: 1857)
- Derniers souvenirs d’un musicien (Paris:1859)